# RáRá
RáRá é uma forma tradicional de luta corporal praticada pelos indígenas Kaingang, povo originário do Sul do Brasil. Mais do que uma modalidade de combate, o RáRá está inserido em um contexto ritual, lúdico e educacional, expressando valores culturais, cosmológicos e formativos dessa etnia.

## Origem e significado
Assim como ocorre com outras práticas corporais indígenas, o termo RáRá não se refere ao enfrentamento físico direto entre jovens, geralmente pertencentes a metades clânicas opostas — kamik(sol) e kairu (lua). A prática está vinculada à cosmologia dualista kaingang e tradicionalmente ocorria em rituais de iniciação e encontros intercomunitários, sendo um marcador de identidade, resistência e pertencimento.

## Características da prática
- Formato: luta corpo a corpo, sem armas;
- Regras: a luta termina quando um dos jovens é imobilizado ou sai do círculo delimitado;
- Ambiente: praticada em áreas abertas, diante da comunidade;
- Valores: reforça coragem, disciplina, respeito mútuo e conexão com os ancestrais.

## Funções sociais e simbólicas
O RáRá desempenha diversas funções sociais e simbólicas:
- Educação corporal dos jovens;
- Afirmação e transmissão da tradição;
- Reforço das estruturas sociais e clânicas;
- Representação prática dos princípios cosmológicos kaingang.

## Atualidade
Embora tenha sido historicamente reprimido por políticas assimilacionistas, o RáRá tem sido revitalizado em alguns territórios indígenas por meio de projetos culturais, práticas educativas e pesquisas acadêmicas. Ele figura hoje como um símbolo de resistência cultural e de valorização das práticas corporais indígenas.

## Pesquisas e reconhecimento acadêmico
Estudos no campo da educação física, antropologia e educação indígena têm valorizado o RáRá como uma expressão da diversidade epistemológica das práticas corporais. Ele é frequentemente citado em debates sobre interculturalidade e decolonização do currículo escolar.